# دیتر بورشه
دیتر بورشه (آلمانی: Dieter Borsche؛ ۲۵ اکتبر ۱۹۰۹ – ۵ اوت ۱۹۸۲) یک هنرپیشه اهل آلمان بود. وی بین سال‌های ۱۹۳۵ تا ۱۹۸۱ میلادی فعالیت می‌کرد.
از فیلم‌ها یا برنامه‌های تلویزیونی که وی در آن نقش داشته است، می‌توان به زمانی برای عشق ورزیدن و زمانی برای مردن و کشتی راهنما اشاره کرد.